# Épisodes de Sherlock Holmes
Pour les articles homonymes, voir Sherlock Holmes (série télévisée).
Cette page présente le guide des épisodes de la série télévisée britannique Sherlock Holmes (1984-1994).

## Les Aventures de Sherlock Holmes

### Saison 1

#### Épisode 1:Un scandale en Bohême
- Royaume-Uni : 24 avril 1984 sur ITV
- France : sur France 3

- Jeremy Brett (Sherlock Holmes)
- David Burke (Docteur Watson)
- Gayle Hunnicutt (Irène Adler)
- Wolf Kahler (Roi de Bohême)
- Michael Carter (Godfrey Norton)
- Max Faulkner (John)
- Tim Pearce (Cabby)
- Rosalie Williams (Madame Hudson)
- Tessa Worsley (Madame Willard)
- Will Taey (Clergyman)
- Tom Watt (Un passant)
- Paul Elsam (Un passant)
- David Bauckam (Un gros homme)
- Edward York (Un gros homme)
- John Graham Davies (Un jeune homme)
- John Carr (Un cambrioleur)[1].

#### Épisode 2:Les Hommes dansants
- Royaume-Uni : 1er mai 1984 sur ITV
- France : sur France 3

#### Épisode 3:Le Traité naval
- Royaume-Uni : 8 mai 1984 sur ITV
- France : sur France 3

#### Épisode 4:La Jolie Cycliste
- Royaume-Uni : 15 mai 1984 sur ITV
- France : sur France 3

#### Épisode 5:Le Bossu
- Royaume-Uni : 22 mai 1984 sur ITV
- France : sur France 3

#### Épisode 6:Le Ruban moucheté
- Royaume-Uni : 29 mai 1984 sur ITV
- France : sur France 3

- Jeremy Brett (Sherlock Holmes)
- David Burke (Docteur Watson)
- Jeremy Kemp (Docteur Grimemesly Roylott)
- Rosalyn Landor (Helen Stoner)
- Denise Armon (Julia Stoner)
- John Gill (Le conducteur)
- Rosalie Williams (Madame Hudson)
- Timothy Condren (Thoine)
- Stephen Mallartratt (Percy Armitage)[2].

#### Épisode 7:L'Escarboucle bleue
- Royaume-Uni : 5 juin 1984 sur ITV
- France : sur France 3

### Saison 2

#### Épisode 1:Les Hêtres rouges
- Royaume-Uni : 25 août 1984 sur ITV
- France : sur France 3

#### Épisode 2:L'Interprète
- Royaume-Uni : 1er septembre 1984 sur ITV
- France : sur France 3

#### Épisode 3:Le Promoteur
- Royaume-Uni : 8 septembre 1984 sur ITV
- France : sur France 3

- Rosalie Crutchley

#### Épisode 4:Malade à domicile
- Royaume-Uni : 15 septembre 1984 sur ITV
- France : sur France 3

#### Épisode 5:Les Têtes rouges
- Royaume-Uni : 22 septembre 1984 sur ITV
- France : sur France 3

#### Épisode 6:Le Dernier Problème
- Royaume-Uni : 29 septembre 1984 sur ITV
- France : sur France 3

## Le Retour de Sherlock Holmes

### Saison 1

#### Épisode 1:Le Retour
- Royaume-Uni :
- France : sur France 3

#### Épisode 2:Le Mystère d'Abbey Grange
- Royaume-Uni :
- France : sur France 3

#### Épisode 3:Le Rituel musgrave
- Royaume-Uni :
- France : sur France 3

#### Épisode 4:La Deuxième tâche
- Royaume-Uni :
- France : sur France 3

#### Épisode 5:L'Homme à la lèvre tordue
- Royaume-Uni :
- France : sur France 3

#### Épisode 6:L'École du prieure
- Royaume-Uni :
- France : sur France 3

#### Épisode 7:Les Six napoléon
- Royaume-Uni :
- France : sur France 3

### Saison 2

#### Épisode 1:Le Signe des quatre –1rePartie
- Royaume-Uni :
- France : sur France 3

#### Épisode 2:Le Signe des quatre –2ePartie
- Royaume-Uni :
- France : sur France 3

#### Épisode 3:L'Aventure du pied du diable
- Royaume-Uni :
- France : sur France 3

#### Épisode 4:Flamme d'argent
- Royaume-Uni :
- France : sur France 3

#### Épisode 5:L'Aventure de Wisteria Lodge
- Royaume-Uni :
- France : sur France 3

#### Épisode 6:Les Plans du Bruce-Partington
- Royaume-Uni :
- France : sur France 3

#### Épisode 7:Le Chien des Baskerville –1rePartie
- Royaume-Uni :
- France : sur France 3

#### Épisode 8:Le Chien des Baskerville –2ePartie
- Royaume-Uni :
- France : sur France 3